# Расци
Расци (на сръбски: Раци; на унгарски: Rác, Rácok; на хърватски: Raci; на нидерландски: Raizen; на немски: Raizen, Raitzen; на латински: Rasciani) е наименование, използвано в Хабсбургската монархия за сърбите, а в по-широк смисъл за всички южни славяни в държавата и по-специално за буневците и шокците.
В историческите извори за първи път името е засвидетелствано през 1189 г., докато етнонимът сърби за първи път е употребен във франкски анали от 822 г.